# IC 571
IC 571 је спирална галаксија у сазвјежђу Лав која се налази на листи објеката дубоког неба у Индекс каталогу.
Деклинација објекта је + 15° 46' 31" а ректасцензија 9h 52m 31,5s. Привидна величина (магнитуда) објекта IC 571 износи 15,1 а фотографска магнитуда 15,9. IC 571 је још познат и под ознакама MCG 3-25-35, CGCG 92-63, PGC 28445.